# Сырокомля (герб)
Сыроко́мля (пол. Syrokomla, Srokomla, Syrykomla) — древний польский и литовский дворянский герб, включающий около 100 фамилий. Впервые о гербе упомянуто в 1354 году.

## История герба
5 марта 1392 года польский король Ягайло и литовский великий князь Витовт подписали Островский договор, по которому Витовт получил правление Великим княжеством Литовским (без титула «великий князь») и стал вассалом польского короля. Так образовалась конфедерация Польши и Литвы, куда вошли Галиция, нынешняя Белоруссия и нынешние украинские земли до левого берега Днепра. К тому времени монгольский хан Тохтамыш, поссорившись с Тамерланом, вместе со своим улусом перешёл к Витовту. Тамерлан потребовал от Витовта выдачи Тохтамыша, но получил решительный отказ. Взбешённый эмир пошёл на Витовта. Тот попросил военной помощи от короля Ягайло. Король послал польские и литовские хоругви. Под хоругвью «абданк» шёл к месту боя отряд польско-литовского рыцаря Сырокомли.
12 августа 1399 года противники сошлись на берегах Ворсклы. Как тогда было принято, перед битвой с обеих сторон выехали бойцы: со стороны хана — мурза, а от Витовта — рыцарь Сырокомля. Мурза начал «бесчестить имя Христово», а польско-литовский рыцарь проявил «мужественную защиту имени Христова против язычников, произносивших на него хулу», — написано в польском гербовнике. Вероятно, Сырокомля победил хулителя-мурзу, и воодушевленное этим войско бросилось на противника. Однако хан Тимур-Кутлук слыл «лучшим учеником Тамерлана»: он сомкнул фланги, отсёк литвинов и Тохтамыша от поляков, и Витовт битву проиграл. Тем не менее, Ягайло наградил рыцаря Сырокомлю личным знаменем, на котором был изображён на красном фоне серебряный знак «абданк» с золотым католическим крестом вверху. Сырокомля был православного вероисповедания, поэтому позднее попросил королевского геральдиста поставить в навершии «абданка» георгиевский крест. Таким образом, знамя «Сырокомля» встречается в двух вариантах: в польском гербовнике — с католическим крестом, а в грамоте польского короля, разрешавшей гетману Богдану Хмельницкому пользоваться знаменем, — с георгиевским.

## Описание герба
В червленом поле на двух серебряных стропилах (ленкавица) серебряный крест. В клейноде — над шлемом в короне такие же стропила с крестом.
Оригинальный текст (пол.)W polu czerwonem na dwóch krokwiach srebnych (łękawicy) krzyż srebrny. W klejnocie nad hełmem w koronie takie same krokwie z krzyżem.
Герб повторяет основной элемент герба Абданк — геральдическую фигуру ленкавица (в виде буквы W), при этом над этой фигурой расположен крест. Цвет креста либо золотой, либо серебряный.
В конце XIV века герб этот был пожалован витязю Сырокомле в награду за мужественную защиту имени Христова против язычников, произносивших на него хулу.
В гербах Бржуска и Розмяр первые и последняя стенки Сырокомли соединены между собою поперечной линией. В гербе Солтан вместо одного — два креста над Абданком, а повыше их звезда (герб князей Путятиных (VIII, 2)). В гербе Холуб-II («Сырокомля Холубов» или «Три кроквы») имеет такое описание: «На фигуру, которая похожа на „дубль В“, сверху наложен крюк (стрела) с одним краем».

## Известные личности
Гербу Сырокомля принадлежали:
- Михал Грохольский
- Франтишек Грохольский
- Лауринас Стуока-Гуцявичюс
- Владислав Сырокомля, писатель (1823—1862)
- Юрий Голуб (Холуб), казачий полковник времён Украино-польской освободительной войны

## Герб используют
Андроновские (Andronowski), Бейнар (Beynar), Болвановичи (Bołwanowicz), Булаты (Bułat), Булгаковы (Boułhakow), Булгаки (Bułgak), Булгаки (Bułhak), Бурдзицкие (Burdzicki), Хабовские (Chabowski), Халецкие (Chalecki), Хыбицкие (Chybicki), Чеховичи (Czechowicz), Давидовичи (Dawidowicz), Дзевочки (Dziewoczka, Dziewoczko), Дранкевичи (Drankiewicz), Гавронские (Gawronski), графы и дворяне Грохольские (Grocholski), Гумковские (Gumkowski), Халецкие (Halecki), Голубы (Hołub), Горшевские (Horszewski), Григоревичи (Hryhorewicz), Ильговские (Ilgowski), Ивановичи (Iwanowicz), Яловицкие (Jałowicki, Iałowicki), Яловские (Jałowski, Iałowski), Ялынские, Яновские (Janowski), Йодлавские (Jodławski, Jadławski), Карницкие (Karnicki), Каронские (Karonski), Кенсицкие (Kęsicki), Киенские (Kijenski, Kiinski), Киянковские (Kijankowski), Кондрадские (Kondradzki), Кондратовичи (Kondratowicz), Конратовичи (Konratowicz), Конратовские (Konratowski), Коржеквицкие (Korzekwicki), Корженицкие (Korzenicki), Косциалковские (Koscialkowski), Кржепицкие (Krzepicki), Марковцы (Markovcy),  Масло (Maslo), Мингель (Mingiel), Мингелевичи (Mingielewicz), Модзелевские (Modzelewski), Монтримы (Montrym), Монтримовичи (Montrymowicz), Нешийка (Nieszyika), Панрыловичи (Panrylowicz), Пиотровичи (Петровичи, Piotrowicz), Плесневичи (Plesniewicz), Плашовские (Płaszowski), Пржибора (Przybora), Пуцята (Puciata), Пуцятчицы (Puciatczyc), Пуля (Pulia), Путятыцкие (Putyatycki), Размярчики (Razmyarczyk), Сапальские (Sapalski), Сеген (Sehen), Сихени (Sichen), Селянко (Sielanko), Семеновичи (Siemionowicz), Сивчинские (Siwczynski), Соллогубы (Sołłohub), Солтаны (Sołtan), Сопоцько (Sopocko, Sopotsko), Старосельские (Starosielski), Ставецкие (Stawecki), Стефановичи (Stefanowicz), Стефановские (Stefanowski), Свешовские (Swieszowski), Свеншковские (Swięszkowski, v. Swięzkowski ze Swięszek), Сырокомли (Syrokomla), Швяшковские (Szwyaszkowski), Трачевские (Traczewski), Туровицкие (Turowicki), Вагановские (Wahanowski), Василевичи (Wasilewicz), Василевские (Wasilewski), Венсерские (Węsierski), Велицкие (Wielicki), Величко (Wieliczko), Виткевичи, Витониские (Witoniski), Витовиские (Witowiski), Витовские (Witowski), Войчуны (Wojczun, Woyczun), Волчецкие (Wolczecki), Войниловичи (Woyniłowicz), Вырвичи (Wyrwicz), Загроцкие (Zagrocki), Загродские (Zagrodzki), Зайонц (Zając), Заклика (Zaklika), Жолондзь (Zołądz), Жичинские (Zyczynski).
- Сырокомля изм.: Андроновские-Чеховичи (Andronowski Czechowicz), Барановичи (Baranowicz, Baranowicz Łałowski), Халецкие (Chalecki), Хоминичи (Chominicz, Chominicz Starosielski), Голуб (Голубек, Hołub, Hołubek), Гошевские (Hoszewski), Гриневичи (Hryniewicz), Ильговские (Ilgowski), Ивановичи (Iwanowicz), Яцыницы (Jacynic), Карницкие (Karnicki), Лосовичи (Łosowicz), Нешийка (Nieszyika, Nieszyjka), Окминские (Okminski, Bogusz O.), Сегени (Seheń, Sieheń), Сопоцко (Sopocko), Василевичи (Wasilewicz), Величко (Wieliczko), Войниловичи (Войнилловичи, Woyniłłowicz, Wojniłłowicz, Woyniłowicz, Wojniłowicz).
- Сырокомля святла (Syrokomla swiatła): Солтаны (Sołtan).
- Сырокомля Голубов (Три кроквы): Голубы (Hołub).

## Современное значение
В качестве родового герба Богдана Хмельницкого, Сырокомля используется на Знаке Президента Украины — герб изображён на одном из медальонов орденской цепи.
Также родовой герб Сырокомля используется в качестве элемента государственной награды Украины — ордена Богдана Хмельницкого, учреждённого в 1995 году.